# Menomonee Falls
Menomonee Falls é uma vila localizada no estado norte-americano de Wisconsin, no Condado de Waukesha.

## Demografia
Segundo o censo norte-americano de 2000, a sua população era de 32.647 habitantes.
Em 2006, foi estimada uma população de 34.370, um aumento de 1723 (5.3%).

## Geografia
De acordo com o United States Census Bureau tem uma área de
86,2 km², dos quais 86,2 km² cobertos por terra e 0,0 km² cobertos por água. Menomonee Falls localiza-se a aproximadamente 242 m acima do nível do mar.

## Localidades na vizinhança
O diagrama seguinte representa as localidades num raio de 12 km ao redor de Menomonee Falls.